# System-in-package

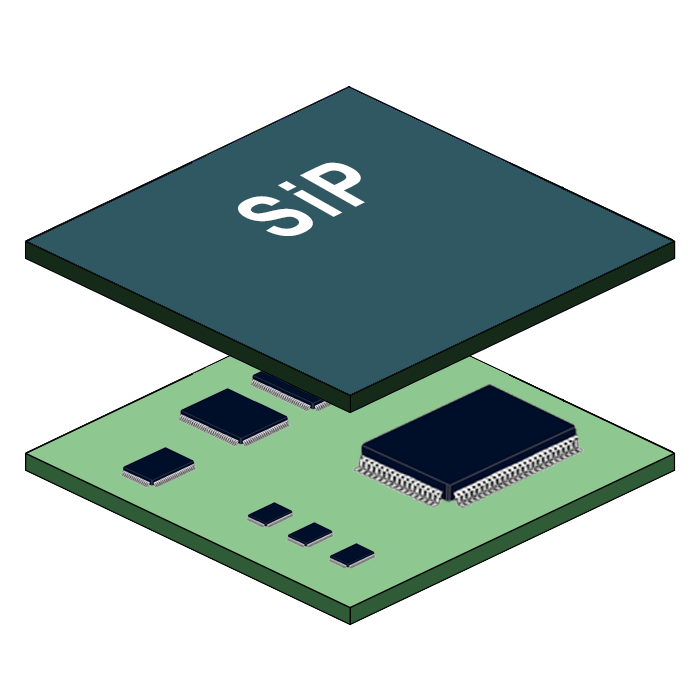
Een SiP met een processor, werkgeheugen en opslag op een enkel substraat

Een system-in-package of system in a package (SiP) is een aantal geïntegreerde schakelingen (IC's) in een enkele behuizing die soms gestapeld worden met de package-on-packagemethode (PoP).

## Beschrijving
Een system-in-package bevat een enkel onderdeel of alle functies van een elektronisch systeem en wordt doorgaans toegepast in smartphones of draagbare mediaspelers. Een SiP kan zowel verticaal als horizontaal worden gestapeld en wordt binnenin verbonden met zeer dunne draden of soldeerballetjes.
Een system-in-package kan meerdere chiponderdelen bevatten, zoals een processor voor gerichte taken, een werkgeheugen en een flashgeheugen, die alle op dezelfde wafer zijn aangebracht. Hiermee kan een complete computer worden samengesteld, zodat er slechts nog enkele aparte componenten nodig zijn om een werkend systeem te verkrijgen. Dit ontwerp is vooral van belang in behuizingen met beperkte ruimte, en het biedt als voordeel dat het technische ontwerp van het apparaat minder complex wordt.